# Lijst van afleveringen van Rizzoli & Isles
Dit is een lijst met afleveringen van de Amerikaanse televisieserie Rizzoli & Isles.
Een overzicht van alle afleveringen is hieronder te vinden.

## Seizoen 1 (2010)
| nr. in serie | nr. in seizoen | Titel                              | Regisseur        | Schrijver(s)              | Uitzenddatum      |
| ------------ | -------------- | ---------------------------------- | ---------------- | ------------------------- | ----------------- |
| 1            | 1              | See One. Do One. Teach One         | Michael M. Robin | Janet Tamaro              | 12 juli 2010      |
| 2            | 2              | Boston Strangler Redux             | Michael M. Robin | Janet Tamaro              | 19 juli 2010      |
| 3            | 3              | Sympathy for the Devil             | Roxann Dawson    | Joel Fields               | 26 juli 2010      |
| 4            | 4              | She Works Hard for the Money       | Arvin Brown      | Dave Caplan               | 2 augustus 2010   |
| 5            | 5              | Money for Nothing                  | Nelson McCormick | Dave Caplan & Joel Fields | 9 augustus 2010   |
| 6            | 6              | I Kissed a Girl                    | Michael Zinberg  | Alison Cross              | 16 augustus 2010  |
| 7            | 7              | Born to Run                        | Matt Penn        | David Gould               | 23 augustus 2010  |
| 8            | 8              | I'm Your Boogie Man                | Mark Haber       | Janet Tamaro              | 30 augustus 2010  |
| 9            | 9              | The Beast in Me                    | Adam Arkin       | Karina Csolty             | 6 september 2010  |
| 10           | 10             | When the Gun Goes Bang, Bang, Bang | Michael M. Robin | Janet Tamaro              | 13 september 2010 |

## Seizoen 2 (2011)
| nr. in serie | nr. in seizoen | Titel                           | Regisseur        | Schrijver(s)                      | Uitzenddatum      |
| ------------ | -------------- | ------------------------------- | ---------------- | --------------------------------- | ----------------- |
| 11           | 1              | We Don't Need Another Hero      | Michael Zinberg  | Janet Tamaro                      | 11 juli 2011      |
| 12           | 2              | Living Proof                    | Bethany Rooney   | Dee Johnson                       | 18 juli 2011      |
| 13           | 3              | Sailor Man                      | Michael Zinberg  | Joel Fields                       | 25 juli 2011      |
| 14           | 4              | Brown Eyed Girl                 | Mark Haber       | Julie Hébert                      | 1 augustus 2011   |
| 15           | 5              | Don't Hate the Player           | Holly Dale       | David Gould & Janet Tamaro        | 8 augustus 2011   |
| 16           | 6              | Rebel Without a Pause           | Nelson McCormick | Elizabeth Benjamin & Janet Tamaro | 15 augustus 2011  |
| 17           | 7              | Bloodlines                      | Michael Zinberg  | Elizabeth Benjamin & Dee Johnson  | 22 augustus 2011  |
| 18           | 8              | My Own Worst Enemy              | Terrence O'Hara  | Joel Fields & Emilia Serrano      | 29 augustus 2011  |
| 19           | 9              | Gone Daddy Gone                 | Fred Toye        | David Gould & Dee Johnson         | 5 september 2011  |
| 20           | 10             | Remember Me                     | Randy Zisk       | David J. North & Janet Tamaro     | 12 september 2011 |
| 21           | 11             | Can I Get a Witness?            | Andy Wolk        | Janet Tamaro & Elizabeth Benjamin | 28 november 2011  |
| 22           | 12             | He Ain't Heavy, He's My Brother | Steve Robin      | David Gould & Dee Johnson         | 5 december 2011   |
| 23           | 13             | Seventeen Ain't So Sweet        | Rod Holcomb      | Shelley Meals & Darin Goldberg    | 12 december 2011  |
| 24           | 14             | Don't Stop Dancing, Girl        | Mark Haber       | David Gould & Janet Tamaro        | 19 december 2011  |
| 25           | 15             | Burning Down the House          | Michael Zinberg  | Janet Tamaro                      | 26 december 2011  |

## Seizoen 3 (2012)
| nr. in serie | nr. in seizoen | Titel                      | Regisseur        | Schrijver(s)                        | Uitzenddatum     |
| ------------ | -------------- | -------------------------- | ---------------- | ----------------------------------- | ---------------- |
| 26           | 1              | What Doesn't Kill You      | Michael Katleman | Janet Tamaro                        | 5 juni 2012      |
| 27           | 2              | Dirty Little Secret        | Aaron Lipstadt   | Steve Lichtman & Kiersten Van Home  | 12 juni 2012     |
| 28           | 3              | This is How a Heart Breaks | Steve Robin      | David Gould & Sal Calleros          | 19 juni 2012     |
| 29           | 4              | Welcome to the Dollhouse   | Mark Haber       | Russell J. Grant & Janet Tamaro     | 26 juni 2012     |
| 30           | 5              | Throwing Down the Gauntlet | Jamie Babbit     | Antoinette Stella & Janet Tamaro    | 3 juli 2012      |
| 31           | 6              | Money Maker                | Greg Beeman      | David Sonnenborn & Janet Tamaro     | 10 juli 2012     |
| 32           | 7              | Crazy for You              | Fred Toye        | Antoinette Stella & Lindsay Sturman | 17 juli 2012     |
| 33           | 8              | Cuts Like a Knife          | Randy Zisk       | David Gould & Sal Calleros          | 24 juli 2012     |
| 34           | 9              | Home Town Glory            | Milan Cheylov    | Janet Tamaro                        | 31 juli 2012     |
| 35           | 10             | Melt My Heart to Stone     | Michael Katleman | Russell J. Grant & Janet Tamaro     | 14 augustus 2012 |
| 36           | 11             | Class Action Satisfaction  | Norman Buckley   | Antoinette Stella & Lindsay Sturman | 27 november 2012 |
| 37           | 12             | Love the Way You Lie       | Mark Harber      | Steve Lichtman & David Gould        | 4 december 2012  |
| 38           | 13             | Virtual Love               | Steve Robin      | Sam Lembeck & Sal Calleros          | 11 december 2012 |
| 39           | 14             | Over/Under                 | Paul Holohan     | Russell J. Grant & Janet Tamaro     | 18 december 2012 |
| 40           | 15             | No More Drama in My Life   | Michael Katleman | Janet Tamaro                        | 25 december 2012 |

## Seizoen 4 (2013 - 2014)
| nr. in serie | nr. in seizoen | Titel                              | Regisseur        | Schrijver(s)                       | Uitzenddatum      |
| ------------ | -------------- | ---------------------------------- | ---------------- | ---------------------------------- | ----------------- |
| 41           | 1              | We Are Family                      | Michael Katleman | Janet Tamaro                       | 25 juni 2013      |
| 42           | 2              | In Over Your Head                  | Jamie Babbit     | Russell J. Grant & Janet Tamaro    | 2 juli 2013       |
| 43           | 3              | But I Am a Good Girl               | Norman Buckley   | Y. Shireen Razack                  | 9 juli 2013       |
| 44           | 4              | Killer in High Heels               | Mark Haber       | Charlie Craig & Ken Hanes          | 16 juli 2013      |
| 45           | 5              | Dance with the Devil               | Jamie Babbit     | Lisa Marie Petersen                | 23 juli 2013      |
| 46           | 6              | Somebody's Watching Me             | Milan Cheylov    | Lisa Marie Petersen & Ken Hanes    | 30 juli 2013      |
| 47           | 7              | All for One                        | Paul Holohan     | Janet Tamaro                       | 6 augustus 2013   |
| 48           | 8              | Cold As Ice                        | Randy Zisk       | Lisa Marie Petersen & Ken Hanes    | 13 augustus 2013  |
| 49           | 9              | No One Mourns the Wicked           | Steve Robin      | Ken Hanes & Lisa Marie Petersen    | 20 augustus 2013  |
| 50           | 10             | Built for Speed                    | Anthony Hardwick | Russell J. Grant & Matt MacLeod    | 27 augustus 2013  |
| 51           | 11             | Judge, Jury & Executioner          | Mark Haber       | Y. Shireen Razack & Jill Goldsmith | 3 september 2013  |
| 52           | 12             | Partners in Crime                  | Randy Zisk       | Linda McGibney & Janet Tamaro      | 10 september 2013 |
| 53           | 13             | Tears of a Clown                   | Michael Katleman | Ken Hanes & Matt MacLeod           | 25 februari 2014  |
| 54           | 14             | Just Push Play                     | Kate Woods       | Linda McGibney & Sam Lembeck       | 4 maart 2014      |
| 55           | 15             | Food for Thought                   | Steve Clancy     | Jill Goldsmith & Y. Shireen Razack | 11 maart 2014     |
| 56           | 16             | You're Gonna Miss Me When I'm Gone | Norman Buckley   | Janet Tamaro                       | 18 maart 2014     |

## Seizoen 5 (2014 - 2015)
| nr. in serie | nr. in seizoen | Titel                       | Regisseur        | Schrijver(s)                     | Uitzenddatum     |
| ------------ | -------------- | --------------------------- | ---------------- | -------------------------------- | ---------------- |
| 57           | 1              | A New Day                   | Michael Katleman | Michael Sardo                    | 17 juni 2014     |
| 58           | 2              | ...Goodbye                  | Steve Robin      | Jan Nash                         | 24 juni 2014     |
| 59           | 3              | Too Good to Be True         | Mark Haber       | Ken Hanes                        | 1 juli 2014      |
| 60           | 4              | Doomsday                    | Kevin Dowling    | Katie Wech                       | 8 juli 2014      |
| 61           | 5              | The Best Laid Plans         | Christine Moore  | Alicia Kirk                      | 15 juli 2014     |
| 62           | 6              | Knockout                    | Paul Holahan     | Russell J. Grant & Michael Sardo | 22 juli 2014     |
| 63           | 7              | Boston Keltic               | Kate Woods       | Blair Singer                     | 29 juli 2014     |
| 64           | 8              | Lost & Found                | Randy Zisk       | Jan Nash & Michael Sardo         | 5 augustus 2014  |
| 65           | 9              | It Takes a Village          | Michael Katleman | Ken Hanes & Jan Nash             | 12 augustus 2014 |
| 66           | 10             | Phoenix Rising              | Mark Haber       | Russell J. Grant & Alicia Kirk   | 19 augustus 2014 |
| 67           | 11             | If You Can't Stand the Heat | Steve Clancy     | Diana Mendez & Sam Lembeck       | 26 augustus 2014 |
| 68           | 12             | Burden of Proof             | Norman Buckley   | Katie Wech                       | 2 september 2014 |
| 69           | 13             | Bridge to Tomorrow          | Ed Ornelas       | Ken Hanes                        | 17 februari 2015 |
| 70           | 14             | Foot Loose                  | Christine Moore  | Michael Sardo                    | 24 februari 2015 |
| 71           | 15             | Gumshoe                     | Greg Prange      | Ron McGee                        | 3 maart 2015     |
| 72           | 16             | In Plain View               | Mark Haber       | Russell J. Grant                 | 10 maart 2015    |
| 73           | 17             | Bite Out Of Crime           | Steve Robin      | Alicia Kirk & Katie Wech         | 17 maart 2015    |
| 74           | 18             | Family Matters              | Michael Katleman | Jan Nash                         | 17 maart 2015    |

## Seizoen 6 (2015 - 2016)
| nr. in serie | nr. in seizoen | Titel                       | Regisseur       | Schrijver(s)             | Uitzenddatum     |
| ------------ | -------------- | --------------------------- | --------------- | ------------------------ | ---------------- |
| 75           | 1              | The Platform                | Greg Prange     | Jan Nash                 | 16 juni 2015     |
| 76           | 2              | Bassholes                   | Chad Lowe       | Michael Sardo            | 23 juni 2015     |
| 77           | 3              | Deadly Harvest              | Mark Haber      | Ken Hanes                | 30 juni 2015     |
| 78           | 4              | Imitation Game              | Steve Robin     | Katie Wech               | 7 juli 2015      |
| 79           | 5              | Misconduct Game             | Kate Woods      | Ron McGee                | 14 juli 2015     |
| 80           | 6              | Face Value                  | Steve Clancy    | Alicia Kirk              | 21 juli 2015     |
| 81           | 7              | A Bad Seed Grows            | Christine Moore | Russell J. Grant         | 28 juli 2015     |
| 82           | 8              | Nice to Meet You, Dr. Isles | Norman Buckley  | Jan Nash & Michael Sardo | 4 augustus 2015  |
| 83           | 9              | Love Taps                   | Pete Kowalski   | Dan Hamamura             | 11 augustus 2015 |
| 84           | 10             | Sister Sister               | Steve Robin     | Ken Hanes                | 18 augustus 2015 |
| 85           | 11             | Fake It 'Til You Make It    | Mark Haber      | Katie Wech               | 25 augustus 2015 |
| 86           | 12             | 5:26                        | Greg Prange     | Michael Sardo            | 1 september 2015 |
| 87           | 13             | Hide and Seek               | Kevin G. Cremin | Jan Nash                 | 16 februari 2016 |
| 88           | 14             | Murderjuana                 | Norman Buckley  | Russel J. Grant          | 16 februari 2016 |
| 89           | 15             | Scared to Death             | Mark Haber      | Ron McGee                | 23 februari 2016 |
| 90           | 16             | East Meets West             | Mark Strand     | Ken Hanes                | 1 maart 2016     |
| 91           | 17             | Bomb Voyage                 | Jan Nash        | Jan Nash & Katie Wech    | 8 maart 2016     |
| 92           | 18             | A Shot in the Dark          | Greg Prange     | Michael Sardo            | 15 maart 2016    |

## Seizoen 7 (2016)
| nr. in serie | nr. in seizoen | Titel                      | Regisseur         | Schrijver(s)                     | Uitzenddatum     |
| ------------ | -------------- | -------------------------- | ----------------- | -------------------------------- | ---------------- |
| 93           | 1              | Two Shots: Move Forward    | Greg Prange       | Jan Nash                         | 6 juni 2016      |
| 94           | 2              | Dangerous Curve Ahead      | Norman Buckley    | Ron McGee                        | 6 juni 2016      |
| 95           | 3              | Cops vs. Zombies           | Steve Robin       | Katie Wech                       | 13 juni 2016     |
| 96           | 4              | Post Mortem                | Mark Haber        | Meredith Philpott                | 20 juni 2016     |
| 97           | 5              | Shadow of Doubt            | Peter B. Kowalski | Ken Hanes                        | 27 juni 2016     |
| 98           | 6              | There Be Ghosts            | Kevin G. Cremin   | Russell J. Grant                 | 11 juli 2016     |
| 99           | 7              | Dead Weight                | Stephen Clancy    | Jeremy Svenson & Sam Lembeck     | 18 juli 2016     |
| 100          | 8              | 2M7258-100                 | Angie Harmon      | Jan Nash                         | 25 juli 2016     |
| 101          | 9              | 65 Hours                   | Mark Strand       | Meredith Philpott & Dan Hamamura | 1 augustus 2016  |
| 102          | 10             | For Richer or Poorer       | Sasha Alexander   | Ken Hanes                        | 15 augustus 2016 |
| 103          | 11             | Stiffed                    | Jan Nash          | Katie Wech                       | 22 augustus 2016 |
| 104          | 12             | Yesterday, Today, Tomorrow | Greg Prange       | Ron McGee                        | 29 augustus 2016 |
| 105          | 13             | Ocean-Frank                | Michael Robin     | Russell J. Grant & Jan Nash      | 5 september 2016 |